# كعكة الأميرة
كعكة الأميرة او (تورتة الأميرة-Princess Torte) (بالسويدية: prinsesstårta)‏ كعكة طبقات أو تُرتة سويدية تقليدية تتكون من طبقات متناوبة من كعكة إسفنجية جيدة التهوية وقشدة المعجنات ومربى التوت وطبقة ذات قبة سميكة من القشدة المخفوقة. الكعكة مغطاة بطبقة من المرزبانية ما يمنحها سطحًا مستديرًا ناعمًا. عادة ما يكون طبقة المرزبانية خضراء مرشوشة مدقوق السكر وغالبًا ما تكون مزينة بوردة مرزبانية وردية. 

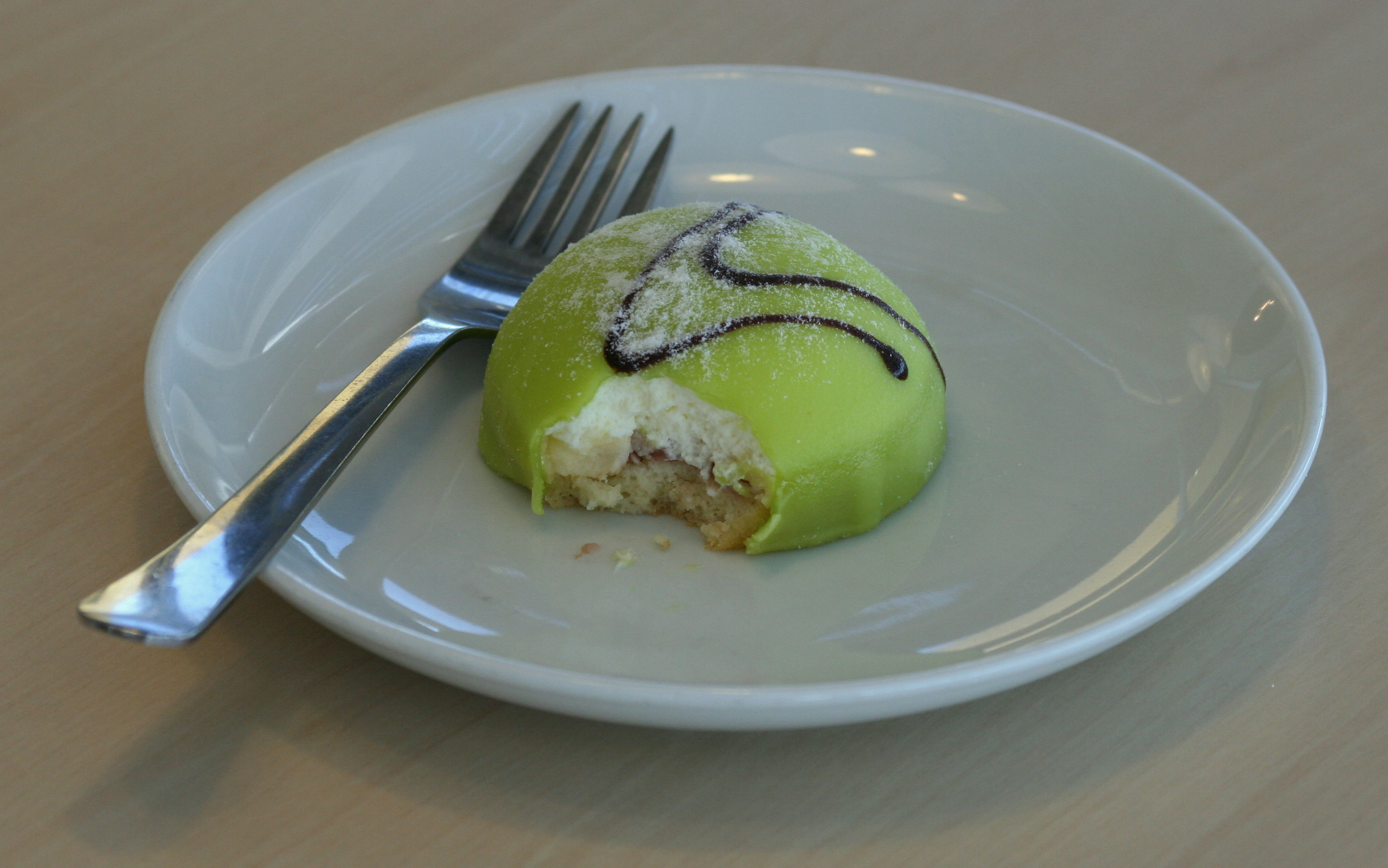
كعكة أميرة صغيرة خضراء محشوة بالقشدة

ظهرت الوصفة الأصلية لأول مرة في كتاب الطبخ Prinsessornas kokbok لعام 1948 الذي نشرته Jenny Åkerström (1867-1957) وهي معلمة لبنات الأمير كارل الثلاث. في حين أن الوصفة الأصلية لم تحتوي على أي فاكهة إلا أن أنواع منها جديدة قد تحتوي على طبقات من المربى أو الفاكهة الطازجة مثل توت العليق. تسمى المتغيرات ذات الألوان الأخرى من المرزبانية أحيانًا (كعكة الأمير) للمرزبانية الصفراء (كعكة الأُبِّرة) لمرزبانية الأحمر أو الوردي.
كانت الكعكة تسمى في الأصل الكعكة الخضراء كعكة الأميرة لأن الأميرات قيل إنهن مولعات بشكل خاص بالكعكة.